# أساهل س. كندريك
أساهل س. كندريك (بالإنجليزية: Asahel C. Kendrick)‏ هو عالم لغوي كلاسيكي أمريكي، ولد في 1 ديسمبر 1809 في Poultney (town), Vermont ‏ في الولايات المتحدة، وتوفي في 21 أكتوبر 1895 في روتشستر في الولايات المتحدة.